# Ivan Dejanov
Ivan Dejanov (bolgárul:  Иван Деянов, 1937. december 16. – 2018. szeptember 26.) bolgár válogatott labdarúgókapus.
A bolgár válogatott tagjaként részt vett az 1966-os világbajnokságon.

## Sikerei, díjai
Lokomotiv Szofija
- Bolgár bajnok (1): 1963–64